# Joško Jeličić
Josko Jelicic (nascut a Osijek el 5 de gener de 1971) és un exfutbolista croat, que ocupava la posició de migcampista.
Va jugar en els dos equips més potents del seu país, l'Hajduk i el Dínamo de Zagreb. També va militar al Sevilla FC espanyol i el Pohang Steelers sud-coreà.
Va ser una vegada internacional amb la selecció croata de futbol.